# Popielina-Towarzystwo
Popielina-Towarzystwo [pronunciación en polaco: /pɔpjɛˈlina tɔvaˈʐɨstfɔ/] es un pueblo ubicado en el distrito administrativo de Gmina Lututów, dentro del Distrito de Wieruszów, Voivodato de Łódź, en Polonia central. Se encuentra aproximadamente a 4 kilómetros al noroeste de Lututów, a 20 kilómetros al noreste de Wieruszów, y a 87 kilómetros al suroeste de la capital regional Łódź.